# Nikolai Dmitrijewitsch Kusnezow (Ingenieur)
Nikolai Dmitrijewitsch Kusnezow (russisch Николай Дмитриевич Кузнецов, wiss. Transliteration Nikolaj Dmitrievič Kuznecov; * 10. Junijul. / 23. Juni 1911greg. in Aktjubinsk; † 30. Juli 1995 in Samara) war ein sowjetischer Triebwerkskonstrukteur.

## Geschichte
Kusnezow absolvierte im Alter von 14 Jahren eine Ausbildung zum Traktoristen. 1930 wechselte er zur Motortechnischen Abteilung des Moskauer Fliegertechnikums, etwas später arbeitete er als Schlosser im Motorenwerk 24. Kusnezow diente ab 1933 in der Sowjetarmee und erreichte im Herbst 1938 den Abschluss als Fliegeringenieur an der Militärakademie für Ingenieure der Luftstreitkräfte „Prof. N. J. Schukowski“, die er seit 1932 besuchte. Während seiner Studienzeit erwarb Kusnezow im akademieeigenen Fliegerklub den Pilotenschein mit einer U-2. Nach Abschluss des Studiums wurde er an der Akademie für drei Jahre Doktorand beim Lehrstuhl für Flugtriebwerke. 1939 wurde Kusnezow Mitglied der KPdSU. Er forschte im Institut auch an Gasturbinen. 1941 wurde Kusnezow Kandidat der technischen Wissenschaften. Nach Kriegsausbruch wurde er im April 1942 einberufen und als Leiter der technischen Abteilung einer Jagdfliegerdivision eingesetzt, allerdings bald wieder zurückbeordert und im Entwicklungsbüro des Triebwerkskonstrukteur Wladimir Klimow in Ufa eingesetzt.
Nach dem Zweiten Weltkrieg wurden deutsche Spezialisten für Strahltriebwerke der Firmen Junkers und BMW zwangsweise in die UdSSR verbracht und mit ihnen auch die Pläne der im Krieg entwickelten deutschen Gasturbinen (Aktion Ossawakim). Neben den bereits eingesetzten Typen Jumo 004 und BMW 003 befanden sich auch Pläne für die Propellerturbine Jumo 022 bei den Unterlagen. Kusnezow, der schon 1946 nach der Versetzung Klimows nach Leningrad Chefkonstrukteur im Ufaer Werk für Strahltriebwerke geworden war, wurde im Mai 1949 nach Kuibyschew versetzt, wo er das OKB-276 (Experimental-Konstruktionsbüro) übernahm, um mit Hilfe der deutschen Spezialisten die Propellerturbine zum TW-2 weiterzuentwickeln. Unter seiner Anleitung gelang es Kusnezow und seinen deutschen und sowjetischen Mitarbeitern, daraus bis 1953 ein Triebwerk großer Leistung, das Turboprop-Triebwerk Kusnezow NK-12 (Projektname M), mit bis zu 11000 kW zu entwickeln, das unter anderem in der Antonow An-22 eingesetzt wird.
1954 begann Kusnezow mit den Arbeiten an einem Zweistrom-Strahltriebwerk mit Nachbrenner, dem NK-6, dem ersten sowjetischen Typ dieser Bauart.
1957 erhielt er den Orden Held der sozialistischen Arbeit und Leninpreis. Nikolai Kusnezow erhielt Leninorden (1957, 1961, 1979, 1981), Orden des Roten Sterns (1943, 1948), Orden des Vaterländischen Krieges I. Klasse (1945 und 1985), Orden der Oktoberrevolution.
Ab 1959 war er auch an der Entwicklung von Triebwerken für die der projektierten sowjetischen Mondrakete N1 beteiligt. Dafür wurden die Triebwerke NK-15 und NK-15W (später weiterentwickelt zu NK-33 und NK-43) entwickelt, die mehrfach einsetzbar waren. Letztlich konnten diese Konstruktionen die Anforderungen erst zu spät erfüllen.
In den 1960er Jahren entwickelte er speziell für die Tupolew Tu-144 das NK-144.
Aufbauend auf diesen Erfahrungen entstand dann das Triebwerk NK-321 (auch als NK-32-1 bezeichnet) für den Bomber Tupolew Tu-160, welches auch in der leistungsstärksten Version der Tupolew Tu-144 (Version Tu-144LL) für gemeinsame Erprobungen mit der NASA in den 1990er Jahren eingesetzt wurden.
Ende der 1980er Jahre begann die Entwicklung des ultrawirtschaftlichen Fantriebwerkes Kusnezow NK-93, das ein Nebenstromverhältnis von fast 17:1 aufweist und damit auf der Welt einzigartig ist.